# Đảng ủy Khối Doanh nghiệp Trung ương (Việt Nam)
Đảng ủy Khối Doanh nghiệp Trung ương hay còn gọi là Ban Chấp hành Đảng bộ Khối Doanh nghiệp Trung ương là cấp ủy trực thuộc Ban Chấp hành Trung ương chịu sự lãnh đạo, chỉ đạo trực tiếp và thường xuyên của Bộ Chính trị, Ban Bí thư; là cấp ủy cấp trên trực tiếp của các đảng bộ tập đoàn kinh tế, tổng công ty, ngân hàng, đơn vị trực thuộc Khối.
Từ ngày 3/2/2025, Đảng bộ chính thức kết thúc hoạt động.

## Lịch sử
Ngày 11 tháng 4 năm 2007, Bộ Chính trị đã ban hành Quyết định số 48-QĐ/TW về việc thành lập Đảng bộ Khối Doanh nghiệp Trung ương. Đến nay, trực thuộc Đảng bộ Khối Doanh nghiệp Trung ương có 35 đảng bộ các tập đoàn, tổng công ty, ngân hàng, đơn vị với hơn 8 vạn đảng viên.
Khi thành lập, Đảng bộ Khối Doanh nghiệp Trung ương bao gồm 31 đảng bộ trực thuộc, trong đó có 29 đảng bộ tập đoàn, tổng công ty, đơn vị, 02 đảng bộ cơ quan, với 23 đảng bộ cấp trên cơ sở và trên 47.000 đảng viên.
Đến cuối năm 2009, Đảng bộ Khối bao gồm gồm 31 Đảng bộ trực thuộc, trong đó có 25 đảng bộ cấp trên cơ sở, 6 đảng bộ cơ sở với trên 52.000 đảng viên là các tập đoàn, tổng công ty lớn và tổng công ty hạng đặc biệt hoạt động theo mô hình công ty mẹ - công ty con, trong đó các thành viên gắn kết với nhau thông qua mối liên hệ về quyền sở hữu vốn, tính thống nhất về mục tiêu chiến lược kinh doanh, thị trường, thương hiệu...; có 4 đảng bộ xuyên suốt toàn tập đoàn, tổng công ty; 25 đảng bộ tập đoàn, tổng công ty là đảng bộ công ty mẹ hoặc đảng bộ công ty mẹ mở rộng (gồm tổ chức cơ sở đảng ở công ty mẹ và tổ chức cơ sở đảng ở một số công ty thành viên).
Đến tháng 5 năm 2010, thực hiện quy định của Ban Bí thư (số 196 - QĐ/TW), Đảng uỷ Khối đã tiếp nhận Đảng bộ Tập đoàn Phát triển Nhà và Đô thị Việt Nam (HUD) và Tập đoàn Công nghiệp Xây dựng Việt Nam (Tập đoàn Sông Đà), đưa tổng số đảng bộ trực thuộc Khối lên 33 với tổng số đảng viên lên trên 65.000.
Ngày 3/2, tại Trụ sở Trung ương Đảng, Bộ Chính trị, Ban Bí thư tổ chức Hội nghị công bố các Quyết định của Bộ Chính trị. Tại Hội nghị, đại diện lãnh đạo Ban Tổ chức Trung ương công bố Quyết định của Bộ Chính trị về việc kết thúc hoạt động của Đảng bộ Khối Doanh nghiệp Trung ương.

## Chức năng
1. Đảng ủy Khối Doanh nghiệp Trung ương là cấp ủy trực thuộc Ban Chấp hành Trung ương; chịu sự lãnh đạo, chỉ đạo trực tiếp và thường xuyên của Bộ Chính trị, Ban Bí thư; là cấp ủy cấp trên trực tiếp của các đảng bộ tập đoàn, tổng công ty, ngân hàng, đơn vị (sau đây gọi tắt là doanh nghiệp, đơn vị) trực thuộc Đảng bộ Khối Doanh nghiệp Trung ương.
2. Đảng ủy Khối Doanh nghiệp Trung ương có chức năng: Lãnh đạo, chỉ đạo, kiểm tra, giám sát các đảng bộ trực thuộc chấp hành nghiêm chỉnh Cương lĩnh chính trị, Điều lệ Đảng, nghị quyết, chỉ thị của Đảng, pháp luật của Nhà nước; hoàn thành tốt nhiệm vụ chính trị và công tác tổ chức, cán bộ; xây dựng đảng bộ, tổ chức chính trị - xã hội trong sạch, vững mạnh; phát triển doanh nghiệp, đơn vị vững mạnh, hiệu quả. Tham gia nghiên cứu, đề xuất với Trung ương về công tác đảng, công tác tổ chức, cán bộ và nhiệm vụ chính trị của các doanh nghiệp, đơn vị trong Khối.

## Nhiệm vụ
- Lãnh đạo các Đảng bộ trực thuộc thực hiện nhiệm vụ chính trị[5]
- Công tác chính trị, tư tưởng
- Công tác xây dựng tổ chức Đảng[5]
- Công tác cán bộ[5]
- Công tác kiểm tra giám sát[5]
- Công tác dân vận[5]

## Cơ quan giúp việc trực thuộc
- Văn phòng[5]
- Ban Tổ chức[5]
- Ban Tuyên giáo[5]
- Ban Dân vận[5]
- Ủy ban Kiểm tra[5]
- Đoàn Thanh niên[5]
- Trung tâm Bồi dưỡng Chính trị[5]

## Các Đảng bộ, đảng ủy trực thuộc

### Lĩnh vựccông nghiệp
- Đảng ủy Tập đoàn Dầu khí Việt Nam
- Đảng ủy Tập đoàn Công nghiệp Than - Khoáng sản Việt Nam
- Đảng ủy Tập đoàn Hóa chất Việt Nam
- Đảng ủy Tập đoàn Dệt May Việt Nam
- Đảng ủy Tập đoàn Điện lực Việt Nam
- Đảng ủy Tổng công ty Thép Việt Nam
- Đảng ủy Tổng công ty Giấy Việt Nam
- Đảng ủy Tổng công ty Thuốc lá Việt Nam
- Đảng ủy Tổng công ty Xi măng Việt Nam
- Đảng ủy Liên đoàn Thương mại và Công nghiệp Việt Nam

### Lĩnh vựcnônglâm nghiệp
- Đảng ủy Tập đoàn Công nghiệp Cao su Việt Nam
- Đảng ủy Tổng công ty Lương thực miền Bắc
- Đảng ủy Tổng công ty Lương thực miền Nam
- Đảng ủy Tổng công ty Cà phê Việt Nam
- Đảng ủy Tổng công ty Lâm nghiệp Việt Nam

### Lĩnh vựcgiao thông vận tải
- Đảng ủy Tổng công ty Hàng hải Việt Nam
- Đảng ủy Tổng công ty Hàng không Việt Nam
- Đảng ủy Tổng công ty Đường sắt Việt Nam
- Đảng ủy Tổng công ty Công nghiệp Tàu thủy
- Đảng ủy Tổng công ty Cảng hàng không Việt Nam
- Đảng ủy Tổng công ty Đầu tư phát triển đường cao tốc Việt Nam

### Lĩnh vựcxây dựng
- Đảng ủy Tổng Công ty Đầu tư phát triển nhà và đô thị (Bộ Xây dựng)
- Đảng ủy Tổng công ty Sông Đà

### Lĩnh vựcthương mạidịch vụ
- Đảng ủy Tập đoàn Xăng dầu Việt Nam
- Đảng ủy Tập đoàn Bưu chính Viễn thông Việt Nam
- Đảng ủy Tổng công ty Bưu điện Việt Nam
- Đảng ủy Tổng công ty Viễn thông MobiFone
- Đảng ủy Tổng công ty Truyền thông đa phương tiện VTC

### Lĩnh vựcngân hàng
- Đảng ủy Ngân hàng Công thương Việt Nam
- Đảng ủy Ngân hàng Ngoại thương Việt Nam
- Đảng ủy Ngân hàng Nông nghiệp và Phát triển Nông thôn Việt Nam
- Đảng ủy Ngân hàng Đầu tư và Phát triển Việt Nam
- Đảng ủy Ngân hàng Phát triểnsdsViệt Nam
- Đảng ủy Ngân hàng Chính sách xã hội Việt Nam

### Lĩnh vựctài chínhbảo hiểm
- Đảng ủy Tập đoàn Bảo Việt
- Đảng ủy Tổng công ty Bảo hiểm tiền gửi Việt Nam
- Đảng ủy Tổng công ty Đầu tư và Kinh doanh vốn nhà nước